# The Best of Crash Test Dummies
The Best of Crash Test Dummies è una compilation di canzoni della band Crash Test Dummies pubblicata nel 2007.

## Tracce
1. Superman's Song – 4:32
2. Mmm Mmm Mmm Mmm – 3:55
3. The Ghosts That Haun Me – 3:46
4. Afternoons & Coffeespoons – 3:57
5. The Ballad of Peter Pumpkinhead – 3:46
6. He Liked to Feel It – 3:56
7. Flying Feeling – 3:24
8. Every Morning – 2:51
9. Keep a Lid on Things – 2:46
10. The Day We Never Met – 4:23
11. The Unforgiven Ones – 2:53
12. It'll Never Leave You Alone – 3:15

Tracce bonus della ri-pubblicazione del 2008
1. Laid Back
2. You Said You'd Meet Me (In California) - 3:25

## Musicisti
- Brad Roberts - cantante, chitarra
- Ellen Reid - tastiera, coro, fisarmonica
- Benjamin Darvill - chitarra, mandolino, armonica a bocca
- Dan Roberts - basso
- Mitch Dorge - percussioni, batteria